# دانشگاه لیدن
دانشگاهِ لیدن کهن‌ترین دانشگاه هلند در شهری به همین نام است. این دانشگاه در سال ۱۵۷۵ میلادی به دست ویلِم، شاهزاده اورنژ و بنیان‌گذار دودمان پادشاهی کنونی هلند بنیاد شد. تاسیس این دانشگاه پاداش ویلم به شهر لیدن برای دفاعش در برابر حملات اسپانیا در طول جنگ هشتاد ساله بود. 

خاندان پادشاهی هلند ارتباط نزدیکی با این دانشگاه دارند. ملکه یویلیانا ملکه پیشین، ملکه بئاتریکس ملکه سابق و مادر پادشاه هلند و ویلم الکساندر پادشاه کنونی هلند از این دانشگاه فارغ‌التحصیل شده‌اند. در سال ۲۰۰۵ دانشگاه لیدن یک مدرک دکترای افتخاری ویژه را به ملکه بئاتریکس تقدیم کرد.

بر اساس جدول‌ رتبه‌بندی برجسته ترین دانشگاه های جهان، دانشگاه لیدن به طور مداوم در میان بهترین دانشگاه‌های دنیا قرار گرفته است. این دانشگاه در سال 2020 در سیزده رشته تحصیلی در بین 50 دانشگاه برتر جهان قرار بوده است. این رشته ها عبارتند از:  تاریخ باستان و کلاسیک، سیاست، باستان‌شناسی، مردم‌شناسی، تاریخ، فارماکولوژی، حقوق، سیاست عمومی، مدیریت دولتی، مطالعات دینی، هنر و علوم انسانی، زبان شناسی، زبان های مدرن و جامعه شناسی. 

در رتبه‌بندی جهانی رشته‌های دانشگاهی شانگهای در سال 2022، دانشگاه لیدن رتبه 3 در جهان در مدیریت دولتی، دوازدهم در فناوری پزشکی، 22 در داروسازی و علوم دارویی، 40 در علوم سیاسی و 49 در علوم کتابداری و اطلاع رسانی را کسب کرد.

## دانشکده‌ها
- دانشکده حقوق
- دانشکده پزشکی
- دانشکده باستانشناسی
- دانشکده ریاضیات و علوم طبیعی
- دانشکده علوم رفتاری و اجتماعی
- دانشکده علوم انسانی

## نام آوران

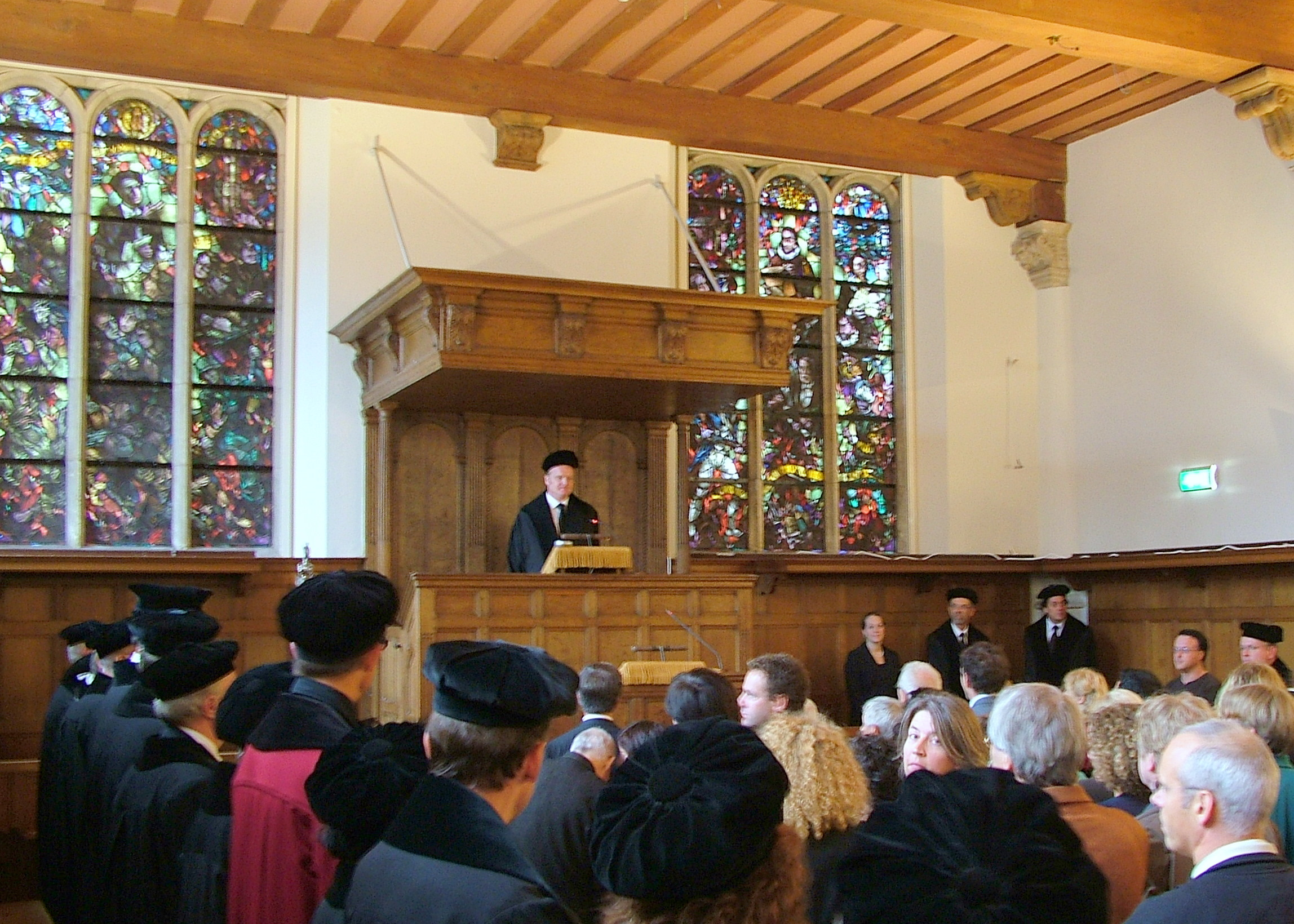
آیین سوگندان استاد جدید دانشگاه، سال ۲۰۰۸

این دانشگاه شخصیت‌های سیاسی و چهره‌های علمی بزرگی را به خود دیده‌ است که از آن جمله می‌توان به موارد زیر اشاره کرد:
- ملکه یویلیانا، ملکه سابق هلند
- بئاتریکس، ملکه سابق هلند
- ویلم الکساندر، پادشاه کنونی هلند، تاریخ
- یوهان دیدریک وان در والس، ترمودینامیکدان
- تورج اتابکی، استاد تاریخ اجتماعی و نظریه‌پرداز
- رنه دکارت، ریاضیدان
- کنستانتین هویگنس
- نصر حامد ابوزید، قرآن‌شناس
- ویلم اینتهوون، زیست‌شناس
- یوستوس لیپسیوس، انسان‌شناس

## رتبه‌بندی جهانی

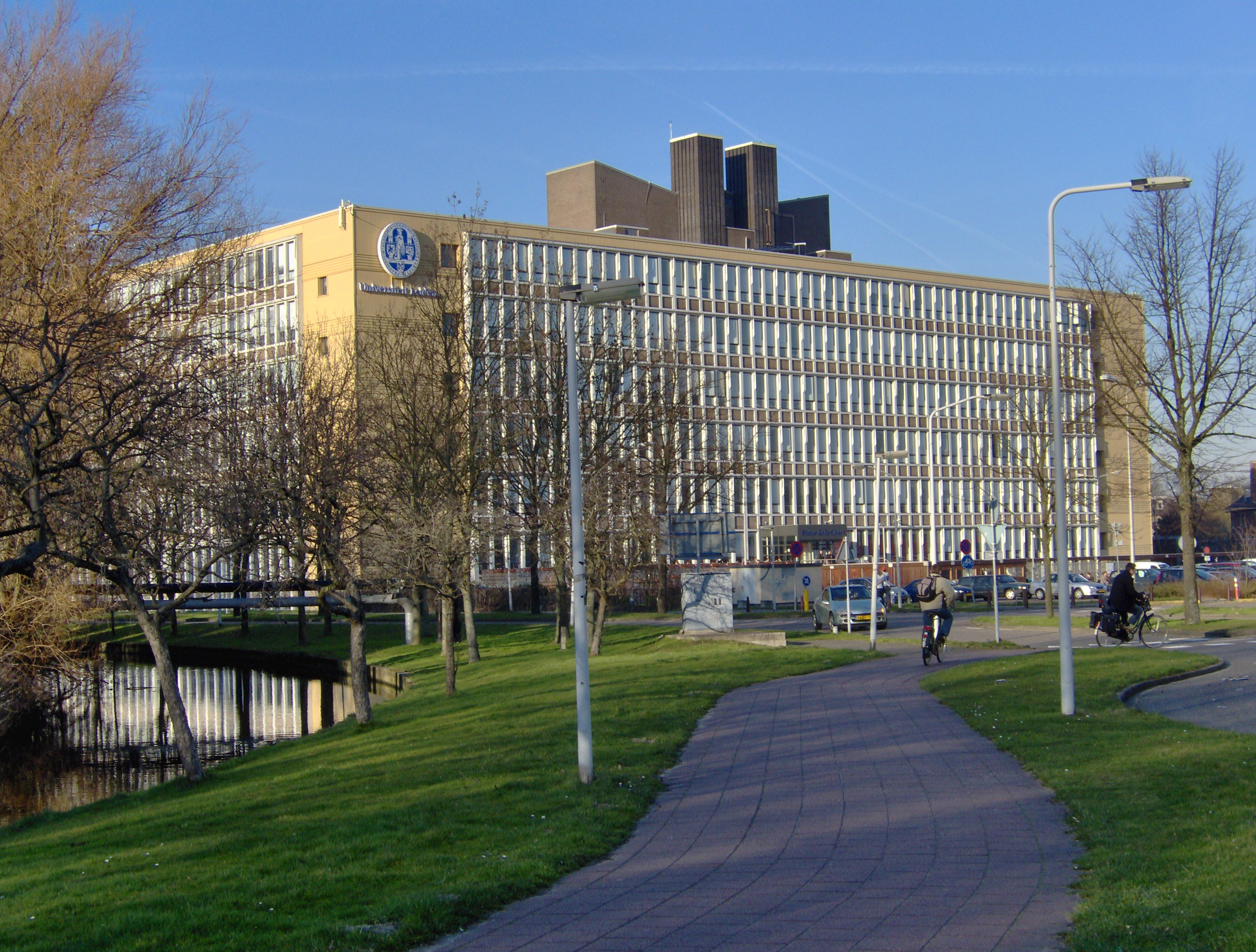
ساختمان پیتر دلا کورت، دانشکده علوم اجتماعی

رتبه‌بندی دانشگاه لیدن بر اساس رتبه‌بندی دانشگاه‌های جهان تا سال ۲۰۱۱ به صورت زیر است:
| سال ارزیابی | رتبه دانشگاه |
| ----------- | ------------ |
| ۲۰۰۳        | ۷۸           |
| ۲۰۰۴        | ۶۳           |
| ۲۰۰۵        | ۶۳           |
| ۲۰۰۶        | ۷۲           |
| ۲۰۰۷        | ۷۱           |
| ۲۰۰۸        | ۷۶           |
| ۲۰۰۹        | ۷۲           |
| ۲۰۱۰        | ۷۰           |
| ۲۰۱۱        | ۶۵           |

## دستاوردهای علمی
- فاکتور ۵ لیدن
- الکتروکاردیوگرافی